# Edoardo Bassini

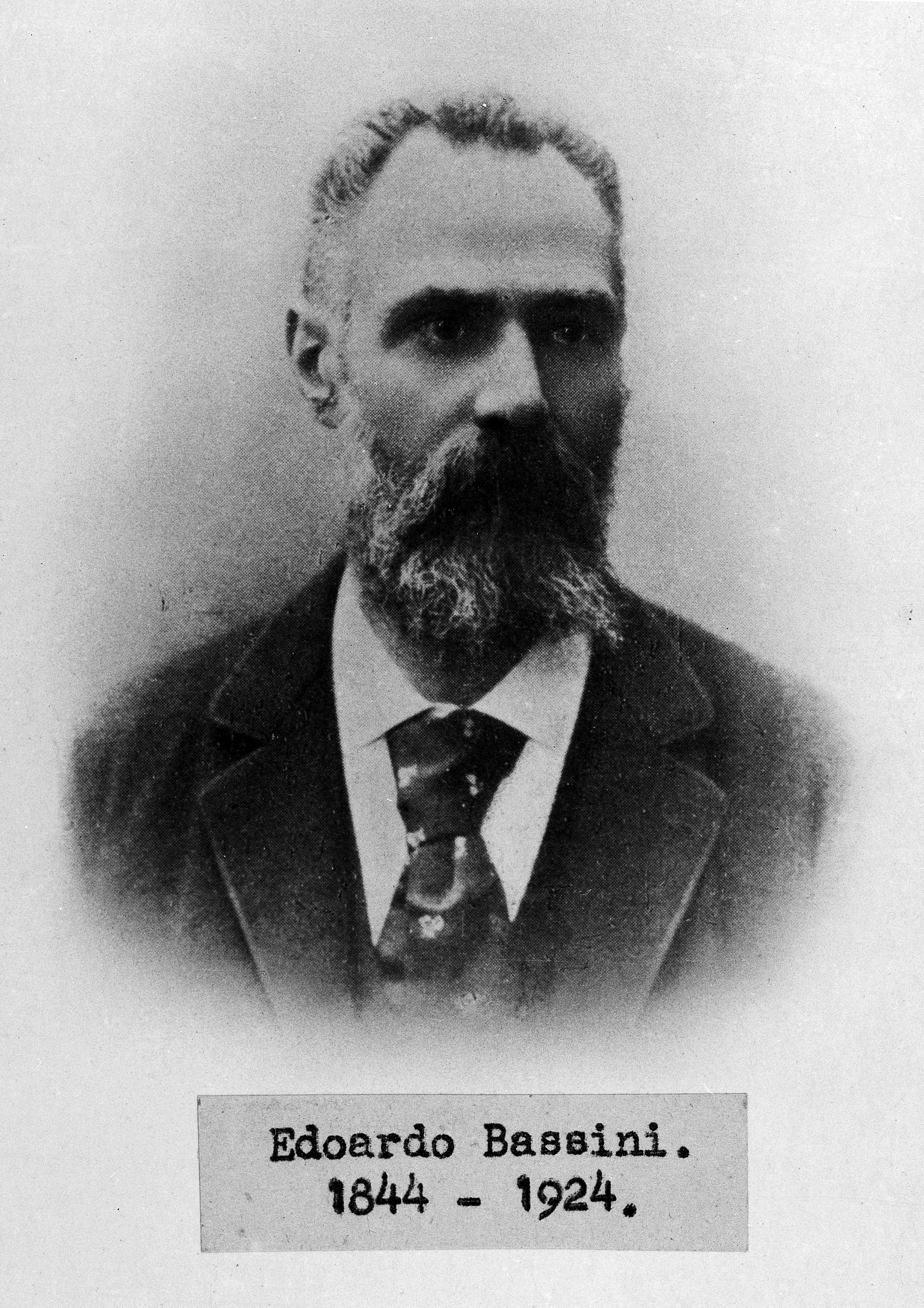
Edoardo Bassini

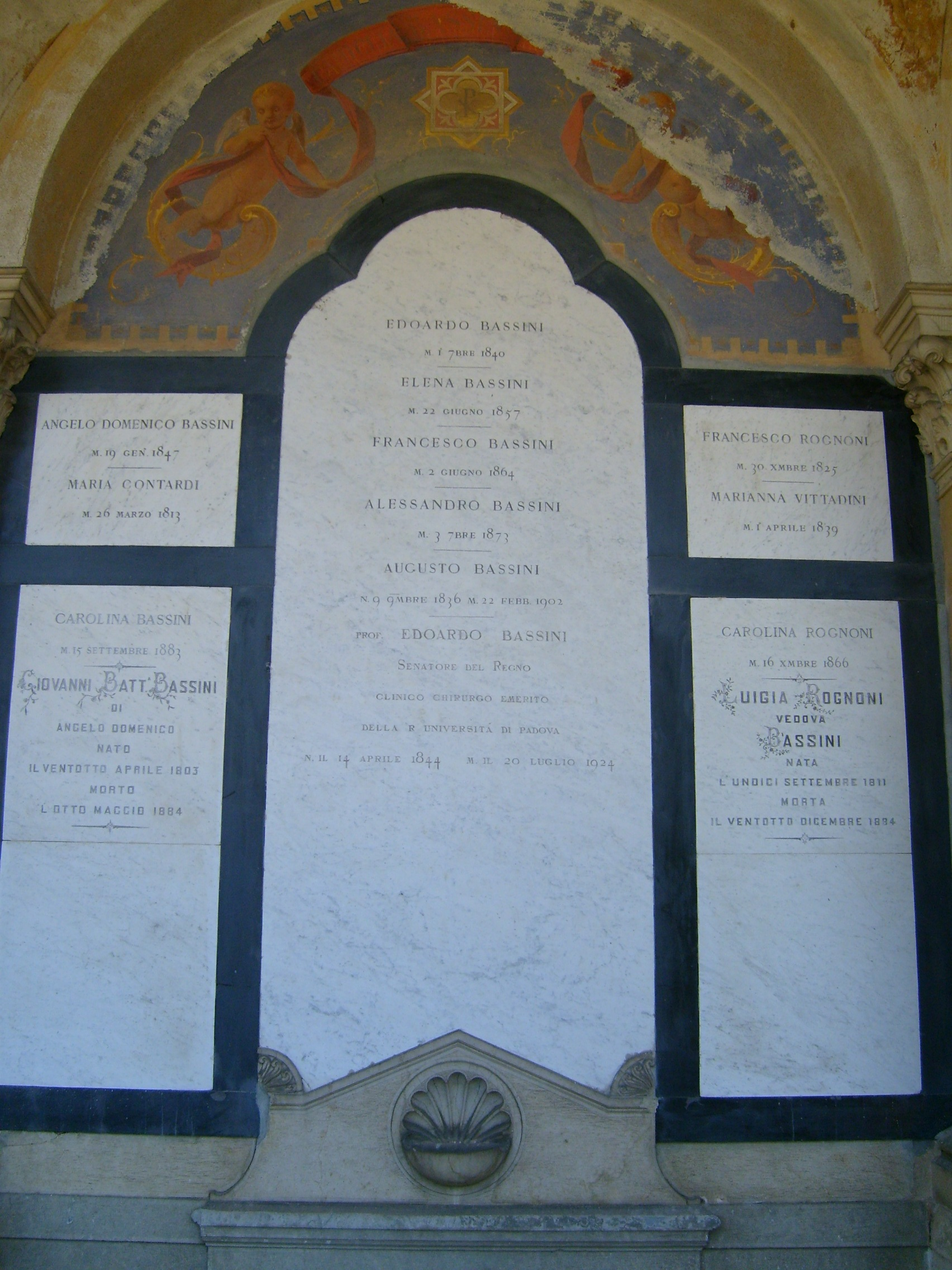
Nagrobek Edouarda Bassiniego w Pawii

Edoardo Bassini (ur. 14 kwietnia 1844 w Pawii, zm. 20 lipca 1924 w Padwie) – chirurg włoski.
Pracował na uniwersytecie w Pawii, Parmie, Genui i Padwie.
Autor podstawowej metody radykalnej operacji przepukliny pachwinowej (1884) roku. W 1893 opracował metodę usuwania przepukliny udowej.